# Euchloe lotta
Espèce
Euchloe lotta  est un  insecte lépidoptère de la famille des Pieridae, de la sous-famille des Pierinae et du genre Euchloe.

## Dénomination
Euchloe lotta a été nommé par Beutenmüller en 1898

### Nom vernaculaire
Euchloe lotta est appelé Desert Marble en anglais.

## Description
Ce papillon de taille petite à moyenne (son envergure varie de 29 à 36 mm) en majorité blanc présente sur le dessus de l'aile antérieure à l'apex  une plage de marbrures marron vert ponctuée de  blanc et une tache discoïdale étroite de couleur verte. Le revers de l'aile antérieure est blanc avec une tache discoïdale étroite et une plage de taches vertes à l'apex et celui de l'aile postérieure est orné de larges marbrures vertes.

### Chenille
La chenille est de couleur vert ou gris-vert et elle est ornée de nombreux petits points noirs et sur les flancs d'une ligne blanche bordée de violet sur les côtés,.

## Biologie

### Période de vol et hivernation
Il vole en une seule génération de fin février à juin.
Il hiverne au stade de chrysalide

### Plantes hôtes
Les plantes hôtes de la chenille sont des Arabis, Arabis furcata, Arabis sparsiflora, Arabis bolboellii et Halimolobos whitedi.

## Écologie et distribution
Il est présent dans les déserts de l'ouest de l'Amérique du Nord, du sud de la Colombie-Britannique au Canada au nord du Mexique. Aux USA il est présent dans l'État de Washington, l'Oregon, la Californie, le Montana, l'Idaho, l'Utah, le Wyoming, l'ouest du Colorado, l'Arizona et le Nouveau-Mexique,.

### Biotope
Il réside dans les déserts de l'ouest de l'Amérique du Nord.

### Protection
Pas de statut de protection particulier.